# Until the End of the World
Until the End of the World – piosenka rockowej grupy U2, pochodząca z wydanego w 1991 roku albumu, Achtung Baby. Opowiada ona o historii Jezusa i Judasza. Mówi ona między innymi o Ostatniej Wieczerzy i o samobójstwie Judasza po tym, jak zdradził Jezusa.
Piosenka znalazła się na czternastym miejscu najczęściej wykonywanych utworów na koncertach zespołu. Została wykonana na żywo np. na ceremonii rozdania Brit Awards w 2001 roku, razem z „One”, „Beautiful Day” i „Mysterious Ways”. Zaśpiewano ją także, kiedy U2 wstępowało do Rock and Roll Hall of Fame.
Utwór znalazł się na koncertowych DVD grupy: Zoo TV: Live from Sydney, Popmart: Live from Mexico City, Elevation: Live from Boston i U2 Go Home: Live from Slane Castle oraz U2 360° at the Rose Bowl. Pojawił się także na albumie kompilacyjnym The Best of 1990-2000.

## Pozostałe informacje
- Piosenka w zmienionej wersji została użyta w filmie Aż na koniec świata
- The Edge zawsze gra ją na gitarze Gibson Les Paul
- Piosenka została zagrana w hołdzie Freddiemu Mercury’emu i to wykonanie przesłano drogą satelitarną na londyński koncert, The Freddie Mercury Tribute Concert
- The Edge nie wymyślił głównego riffu do tego utworu, zrobił to Bono podczas nagrywania dema, które wówczas nosiło nazwę „Fat Boy”